# 瓦斯采利納

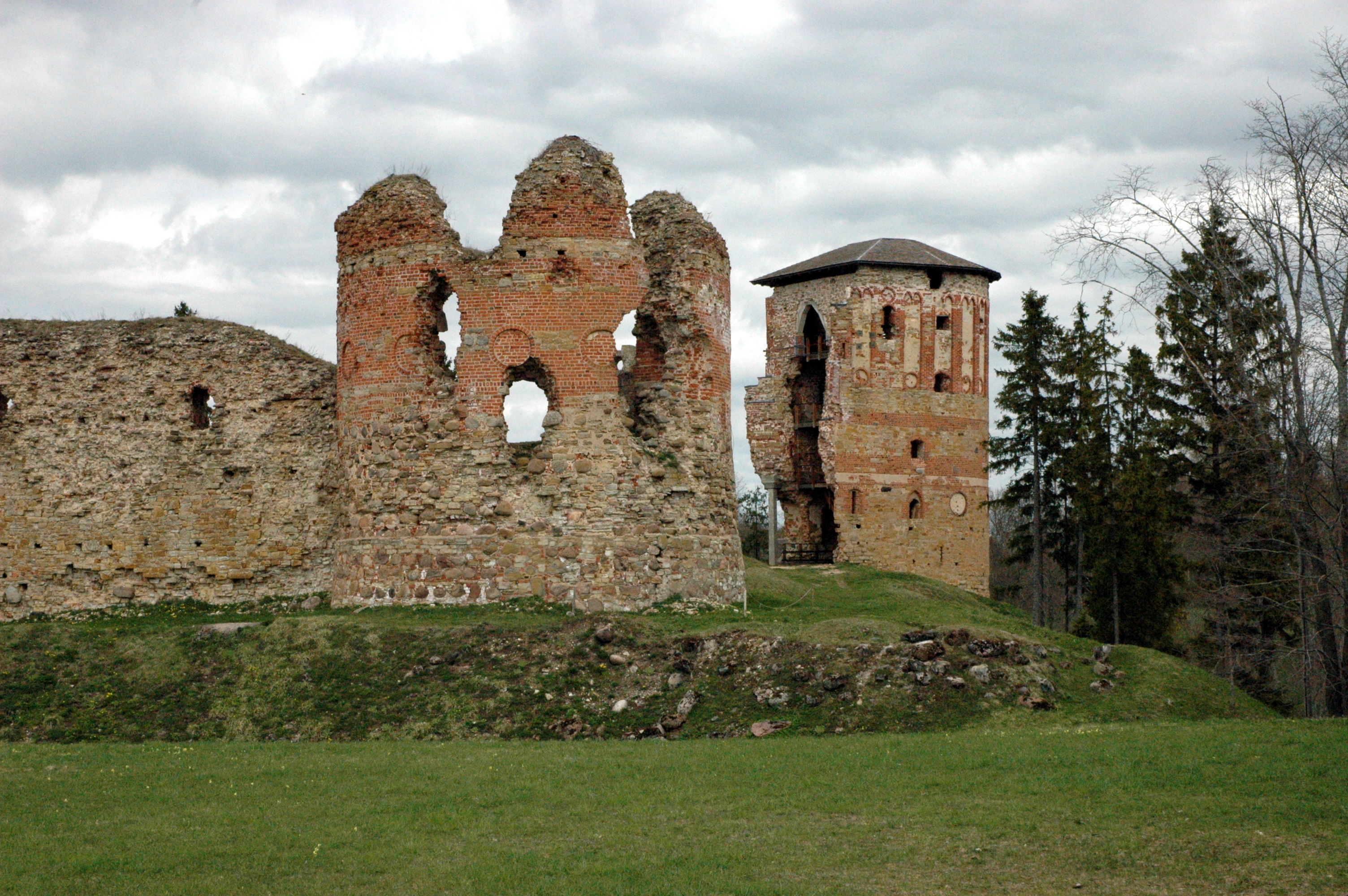
瓦斯采利納城堡废墟

瓦斯采利納，是愛沙尼亞沃魯縣沃魯市鎮内的小鎮，位於該國東南部，曾是原瓦斯采利納市镇的行政中心，處於首都塔林東南面240公里，海拔高度141米，2012年該小鎮人口773。
57°43′47″N 27°17′37″E / 57.72972°N 27.29361°E